# Spermacoce verticillata
Spermacoce verticillata är en måreväxtart som beskrevs av Carl von Linné. Spermacoce verticillata ingår i släktet Spermacoce och familjen måreväxter. Inga underarter finns listade i Catalogue of Life.